# Cani da cerca, da riporto e da acqua
I cani da cerca, da riporto e da acqua costituiscono l'ottavo gruppo di razze canine secondo la divisione della Federazione cinologica internazionale (FCI). Possiedono una naturale attitudine al riporto e al lavoro in acqua, alla ricerca di odori e piste. Alcuni di loro, come il lagotto romagnolo, sono usati per la ricerca dei tartufi.

## Razze principali

### Cani da riporto - sezione 1
- Nova Scotia Duck Tolling Retriever (CDN)
- Curly Coated Retriever (GB) (a pelo riccio)
- Flat Coated Retriever (GB) (a pelo liscio)
- Labrador Retriever (GB)
- Golden Retriever (GB)
- Chesapeake Bay Retriever (USA)

### Cani da cerca - sezione 2
- Spaniel tedesco (D)
- Clumber Spaniel (GB)
- Cocker Spaniel Inglese (GB)
- Field Spaniel (GB)
- Sussex Spaniel (GB)
- Springer Spaniel Inglese (GB)
- Welsh Springer Spaniel (GB)

| Controllo di autorità | Thesaurus BNCF 483 |